# 그 해 우리는
《그 해 우리는》은 2021년 12월 6일부터 2022년 1월 25일까지 방송된 SBS 월화 드라마이다.

## 기획 의도
다큐멘터리는
평범한 사람 누구나 주인공이 될 수 있다.
공부 잘 하는 전교 1등 국연수도,
매일 잠만 자는 전교 꼴등 최웅도,
원한다면 청춘 다큐멘터리의 주인공이 될 수 있다.
문제는, 이 두 사람은 원하지 않았다는 것 뿐.
여기 열아홉 그 해의 여름을
강제 기록 당한 남녀가 있다.
빼도 박도 못하게 영상으로 남아
전국민 앞에서 사춘기를 보내야만 했던
두 사람은 하나부터 열까지 모든 게 상극이다.
환경도, 가치관도, 목표도 다른 이 두 사람에게
공통점은 단 하나.
그 해, 첫사랑에 속절없이 젖어 들었다는 것.
그리고 이 이야기는 10년이 흐른 지금, 다시 시작된다.
순수함과 풋풋함은 멀리 던져 두고
더 치열해지고, 더 악랄해진,
두 사람이 다시 만나 또 한 번의 시절을 기록한다.
말하자면 휴먼 청춘 재회
그리고 애증의 다큐멘터리랄까.
그 해 보다 좀 더 유치하고, 좀 더 찐득하게.
평범한 사람들의 일상도 기록이 되면 이야기가 된다.
서로 너무나 다른 것 같은 다큐와 드라마도
결국은 우리들의 삶을 이야기하고 있는 것처럼,
그 해 두 사람은, 우리는, 우리들은,
어떤 이야기를 만들어가고 있을까?— 드라마 공식 홈페이지(프로그램 기획서에 기재)

## 등장 인물

### 주요 인물
- 최우식 : 최웅 역 (29세, 남) - #움직이지 않는 건물과 나무만 그리는 일러스트레이터[2]

“싫어하는 거요? 국연수요. 아니, 국영수요.”
웅이와 기사식당, 웅이와 아구찜, 웅이와 닭발, 웅이와 분식, 웅이와 비어… 한 골목을 장악한 ‘웅이와’의 그 ‘웅이’ 도련님이다. 모든 어른과 꼬마들이 부러워하는 밥수저를 물고 태어난 도련님이지만 바쁜 부모님 탓에 어렸을 때 기억이라곤 가게 앞 대청마루에 혼자 앉아 있는 것 뿐이었다.
- 부모님이 바쁜 것도 싫고 그렇게까지 악착같이 일을 늘려가며 피곤하게 사는 어른들의 삶도 이해가 가지 않는다.
- 혼자 있는 게 편하고, 여유롭고 평화로운 게 좋다.

- 그래서 그냥 ‘꿈은 없고요, 그냥 놀고 싶습니다’ 꿈이 싫습니다. 꿈이 싫으니깐요. 꿈이 없으니깐요 그렇게 살고 싶었고, 계획대로 되고 있었다.
- 연수를 만나기 전까진. 매사에 부딪히는 연수와는 그렇게 잠깐 머문 악연이라 생각했다.

계속 가는 눈길도, 자꾸만 건들이는 신경도, 이상한 끌림도, 처음 보는 종족에 대한 호기심일 뿐이라 생각했지 그게 첫사랑의 시작일 줄이야. 누가 그랬다. 입덕 부정기를 지나면 겉잡을 수 없이 빠져드는 것 뿐이라고. 좋을 것도 나쁠 것도 없이 평온한 삶만을 유지하던 최웅을 뒤흔드는 건 오로지 국연수 하나 뿐이었다.
연수와 함께 있으면 행복하고, 연수가 없으면 견딜 수가 없다. 연수와 많이도 싸웠지만 오르락 내리락 하는 놀이기구라 생각했지 끈 없이 추락하는 낙하산일 줄은 몰랐다. 10년의 시간이 지난 지금의 최웅은 많은 게 변했다. 그늘에 누워 낮잠 자는 평온한 삶을 꿈꿨지만, 지금은 밤에도 잠을 자지 못하는 영혼 없는 삶을 살고 있다.
아티스트로서 최고의 인기와 성공을 이루어 내고 있지만, 최웅의 눈에는 어쩐지 공허함만 가득하다. 그리고 연수가 다시 찾아왔다. 처음 만났던 것처럼 예고도 없이. 그렇게 싸웠던 시간들이 아직 부족했던 건지 아직 할 말이 남은 건지. 하지만 이젠 예전의 최웅이 아니다.
역전된 지금의 상황과 많이 변한 최웅의 성격이 이 관계의 새로운 면을 들추어 낸다. 2라운드의 시작이다.
- 김다미 : 국연수 역 (29세, 여) - #쉼 없이 달리기만 하는 홍보 전문가[3]

“내가 버릴 수 있는 건 너 밖에 없어.”
가난하기 너무 싫은 이유는 내가 남에게 무언가를 베풀 수가 없다는 거다. 특히 날 때부터 따라다닌 가난은 클 수록 친구와 밥 한끼, 커피 한 잔 하는 것도 꺼리게 만든다. 그래서 그런 것들에 관심이 없는 척, 나만 신경 쓰는 척. 그게 연수가 살아온 방법이었다.
일찍이 부모님을 사고로 잃고 할머니와 둘이 서로를 의지하며 버텨왔다. 이런 개천에서 살아남기 위해 독하게 마음 먹었다. 그래서 연수의 목표는 늘 성공이었다. 사실 성공의 기준이 크지 않다. 그냥 할머니와 나, 두 식구 돈 걱정 안하고 평범하게 사는 것. 겨우 그 정도지만 연수 혼자 짊어지는 짐은 생각보다 훨씬 무거웠다.
그리고 그 해, 어깨의 고단한 짐을 한 순간 잊게 만드는 사람을 만났다. 최웅이었다. 연수에게 이런 사랑스러움이 있을 줄은 몰랐다. 남들에겐 항상 사납고 차갑던 연수가 최웅 앞에선 한없이 다정하고 따뜻하다. 하지만 누군가가 최웅을 건드린다면 곧바로 다시 전투 모드가 튀어 나와 가만 두질 않는다.
연수의 이런 단짠단짠의 모습을 볼 수 있는 건 최웅이 유일하다. 유일했다. 연수가 자신의 손으로 최웅을 놓기 전 까진. 10년이 지난 지금, 성공한 삶일까. 성공만 바라보고 달려왔고 어느정도 원하던 건 이루었다. 집안의 빚을 다 청산했고, 고정적인 월 수입이 있으며, 돈 걱정이 많이 줄었다.
이제야 남들과 비슷한 선상에 서 있다고 생각한다. 하지만 연수는 변한 게 없다. 성공하려고 아등바등 살던 그 삶과 마찬가지로 여전히 달리고 있다. 늘 일이 우선이고 직장에서도 모두가 인정할 만큼 능력있는 사람이 되었지만 어쩐지 공허하다. 망망대해에 목표를 잃어버린 방향키를 잡고 있을 뿐이었다.
어디로 가야하는 지는 모르지만 습관이 연수를 쉬지 못하고 달리게 만든다. 그리고 다시 최웅을 찾아갔다. 겉보기에는 쿨하고, 도도하게. 마치 아무 일 없었다는 듯. 하지만 최웅과 마주 앉은 테이블 아래 연수의 손은 미세하게 떨린다. 이게 또 다른 시작이 될 지, 아니면 정말 끝을 맺게 될 지. 아무것도 모르겠지만, 마주해 보려 한다.
- 김성철 : 김지웅 역 (29세, 남) - #전지적 시점의 다큐멘터리 감독

“두 사람 사이에 있지만 그저 지켜만 보는 것. 그게 내 역할이지.”
어울리지 않게 외로움이 많은 삶이다. 타고난 생김새는 귀티 나는 도련님 스타일이지만 현실은 그렇지 않다. 집 나간 아버지와 홀어머니 아래에서 충분한 사랑을 받지 못하고 자랐다. 늘 일터에 나가 있는 어머니 때문에 항상 혼자서만 지내야 했다. 유난히 외로움을 많이 타기도 했다. 처음 사귄 친구 최웅을 만나기 전까진.
어린 지웅은 최웅과 자신의 모습이 현대판 왕자와 거지라고 생각했다. 많은 걸 가진 최웅이 부러웠다. 하지만 최웅은 모든 걸 지웅과 함께했다. 자신이 가진 걸 마치 당연하단 듯 지웅과 늘 공유했다. 심지어 가장 부러웠던 최웅의 가족까지도. 최호와 연옥은 늘 지웅도 자신의 아들처럼 아끼고 다정하게 대해줬다.
지웅이 열등감을 가질 틈도 없이 사랑으로 대해준 최웅의 가족이 지웅에겐 집과 같은 곳이 되었다. 고등학생 때 처음 다큐멘터리 감독이라는 직업을 마주했다. 연수와 최웅을 따라다니며 촬영을 하는 동일의 모습을 보자 그 직업이 더 궁금해졌다.
사람에 관심이 많고 외로움이 많은 지웅에겐 늘 사람과 부대껴 있을 수 있는 그 모습이 매력적으로 다가왔다. 어딜 가나 사람들에게 살갑게 대하고 친절하다는 말을 듣는 지웅에게도 다른 모습이 있다. 지웅은 어머니와 함께 있을 땐 다른 사람이 된다. 워낙 어려서부터 함께 있던 시간이 적었던 걸까.
성인이 된 지금 같이 지내고 있고 어머니는 이제 일을 나가시지 않지만 둘 사이에 대화는 없다. 어색한 침묵만 흐를 뿐이다. 이상한 프로젝트를 떠맡게 되었다. 10년 전 연수와 최웅의 다큐멘터리를 다시 한 번 찍는 것이다. 자신이 왜 이걸 하는 지 잘 모르겠지만 어쩌다 보니 카메라를 들고 둘 사이에 서게 되었다.
처음엔 그저 빨리 끝낼 생각 뿐이었다. 그리고 다음은 좀 재미가 생겼다. 여전히 티격대는 둘의 모습이 좀 재밌었다. 그리고 다음은. 오래 전 애써 묻어뒀던 감정이 다시 들추어 지기 시작했다. 절대 그래서는 안되는.
최웅의 모든 것을 같이 공유할 수 있지만 딱 하나 공유해서는 안되는 것. 그게 탐나기 시작했다.
- 노정의 : 엔제이 역 (25세, 여) - #지금이 딱 최정상인 아이돌[4]

“사랑한다는 거 아니고 사귀자는 거 아니고 그냥 좋아만 한다구요.”
지금 탑 아이돌 하면 가장 먼저 나오는 이름. 엔제이. 솔로로 데뷔해 9년차인 지금도 여전히 정상의 자리에서 롱런 중이다. 그런데 엔제이는 어느정도 직감하고 있다. 정상의 자리를 이제는 다음 사람에게 넘겨줘야 한다는 것. 자리에 대한 위협은 언제나 있었다. 항상 신인 여자 아이돌이 데뷔할 때마다 기사 제목에는 엔제이가 언급 되었다.
그 때마다 콧방귀를 껴 왔지만 이제는 심상치 않다. 정말 비켜줘야 할 때가 오는 거 같다. 현명하다. 멍청하고 어리숙한 소녀가 아니다. 데뷔 때부터 똑부러지는 성격이었다. 자신의 장점에 대해 정확히 알고 단점을 장점으로 승화하는 법도 안다. 영악해 보이지만 그게 이 바닥에서 살아남는 방법이다.
아무것도 하지 않아도 구설수에 오르는 게 여자 아이돌의 운명이라 엔제이는 정말 최대한으로 아무것도 하지 않았다. 그저 일만 했다. 좋은 모습만 보여주기 위해 정말 좋은 사람인 척 굴었다. 그렇게 9년을 버텨왔다. 하지만 이젠 천천히 준비중이다. 진짜 자신의 삶을 살아갈 준비.
그 시작으로 건물을 매입하기 시작했다. 내 인기는 바닥이 나도 건물은 영원히 남아 있기 때문이다. 이제 하고 싶은 대로 하면서 살아볼까 한다. 사람도 만나고 먹고 싶은 것도 맘껏 먹고. 그 시작에 ‘최웅’이 걸려들었다. 사람 하나 없이 텅 빈 최웅의 그림을 보고 있자면 어쩐지 울컥하는 기분이 들었다. 변하지 않는 것.
자신이 영원히 가질 수 없을 것 같은 그것이 최웅의 그림에는 담겨있다. 그래서 그에게도 호기심이 생겼다. 자신의 곁에서 변하지 않고 그 자리에 늘 있어줄 사람을 찾고 싶다.

### 최웅 주변인물
- 안동구 : 구은호 역 (27세, 남) - #최웅 매니저[5]

최웅의 그림에 관한 모든 걸 총괄한다, 아니 일상까지도 좀 총괄하는 편이다. 최호의 가게에서 아르바이트를 하다 그 집 아들 최웅에게서 냄새를 맡았다. 성공의 냄새. 예술에 대해 많이 아는 건 아니지만 타고난 센스와 촉이 있다. 그래서 최웅을 따라다니며 설득했다. 무조건 매니저 시켜달라고.
어쩌다 얻어낸 자리인 것 같지만 누구보다도 최웅의 그림의 팬이고 트랜디한 감각으로 최웅의 이미지 메이킹에 큰 역할을 한다. 많이 정신 없고 시끄럽지만 그만큼 매력도 철철 흐르는 청년이다.
- 박원상 : 최호 역 (56세, 남) - #최웅 아버지

요식업계 서민 백종원, 손만 댔다 하면 또 성공이다. 기사식당으로 시작해서 하나씩 늘려나가 동네 골목을 다 먹을 만큼 사업 수완이 좋다. 여느 아버지와 같이 강인하고 듬직함 뒤에 유쾌함과 따뜻함을 가지고 있다. 아들 최웅을 누구보다도 끔찍이 생각하고 아끼지만 괜히 웅이 앞에선 티내고 싶지 않다.
연옥에게만 더 살갑게 구는 최웅에게 작고 소심한 복수랄까. 매일을 웅이를 타박 하지만 누가 우리 웅이를 무시라도 한다면 곧장 나타나 그 누구보다 큰 목소리로 외친다. ‘우리 웅이가 뭣이 어때서!’
- 서정연 : 이연옥 역 (53세, 여) - #최웅 어머니

음식 솜씨가 기가 막히다, 그저 어머니한테 배운 손맛 그대로 뚝딱 뚝딱 만들어냈을 뿐인데 그 맛이 장인의 맛이다. 기사 식당을 하며 만들어냈던 밑반찬들이 인기가 터져 하나씩 하나씩 새로 가게를 열어보았는데 역시나 다 대박이 났다. 손맛은 성품을 닮는다고 했나.
정갈하고 푸짐한 음식만큼 성격도 온화하고 따뜻하다. 밥 장사를 하는 만큼 그 누구도 밥을 제대로 챙겨 먹지 못하는 건 볼 수 없다. 그리고 역시 그 중 가장 으뜸 사랑은 아들 최웅이다. 웅이가 부디 건강하고 행복하기만을 바란다.
밝고 따뜻한 모습 이면에는 과거의 큰 아픔을 가슴 한 구석에 응어리로 남겨두고 살아간다.
- 정강희 : 창식 역 - #철물점 주인이자 최웅 아비지와의 동네친구[6]

### 국연수 주변인물
- 박진주 : 이솔이 역 (30세, 여) - #작가출신_술집_사장님[7]

연수의 유일한 친구, 드라마 작가 한 번 입봉 하고 때려 치웠다. 술이 좋고 맛있는 음식이 좋고 사람이 좋기 때문에 술집을 차리지 않을 이유가 없었다. 드라마 한 편으로 좀 번 돈으로 호기롭게 장사를 시작했지만 역시 만만치가 않다.
그래도 다시 돌아갈 생각? 아직은 없다. 작가 출신 답게 상상력과 행동력이 뛰어나다. 제 버릇 남 못 준다고 여전히 인생을 드라마틱하게 살려 한다.
- 차미경 : 강자경 역 (75세, 여) - #연수 할머니[8]

큰 아들 부부를 사고로 잃고 슬퍼할 새도 없이 핏덩이 같은 손녀를 품에 안았다. 여린 풀잎 같은 연수를 끌어 안으며 자경은 더 모질고 강해졌다. 궂은 일 마다 않고 일하랴 성격이 드세고 억세졌지만 모자람 없이 연수를 키우려 평생을 애쓰며 살았다.
하지만 너무 일찍 철이 들어버린 연수를 볼 때마다 자신의 모자람이 보여 칼바람이 가슴을 파고 든다. 스스로 커버린 연수에게 자경은 더 이상 해줄 게 없다. 아니, 단 하나. 자신이 떠나면 연수에게서 가족이란 걸 모조리 빼앗게 될까 봐, 연수를 사랑해줄 쓸만한 녀석 하나 찾는 것 빼곤.

### 김지웅 주변인물
- 조복래 : 박동일 역 (39세, 남) - #다큐멘터리제작사_팀장[9]

지웅의 직속 선배, 10년 전 연수와 웅이의 다큐멘터리를 기획하고 촬영했다. 휴먼 다큐에 능하며 거친 외적 모습에 반해 굉장히 따뜻하고 인간적인 사람이다. 지웅을 다큐의 세계로 끌어들인 장본인이기도 하다. 다큐에 굉장한 자부심을 가지고 있다.
- 전혜원 : 정채란 역 (27세, 여) - #조연출[10]

일 잘하는 조연출은 어디를 가나 환영 받는다, 성실하고 무던한 성격에 선배 PD들이 1순위로 탐내는 조연출이다. 첫 작품을 지웅과 함께 했다. 처음 지웅을 봤을 때부터 너무나 짝사랑 각이 보이길래 일부러 거리를 두려 노력했는데 지금은 지웅 빼고 온 회사 사람들이 다 눈치 챈 모양이다.
그리고 이제 채란도 눈치를 챘다. 자신이 짝사랑 하는 사람의 시선이 어디로 향해 있는지. 그래도 채란은 담담하게, 천천히, 한걸음씩 자신의 감정을 앞으로 내딛을 줄 아는 친구다.
- 이승우 : 임태훈 역 (27세, 남) - #인턴

인턴의 기본 소양은 확실한 친구다, 말 잘 듣고, 체력 좋고, 잔머리는 굴릴 줄 모른다. 하지만 눈치가 조금은 부족한 지, 자신이 스파이로 이용되는 줄도 모르고 동일의 지령을 충실히 이행한다. 지웅과 채란의 팀에 들어가 그들과 계속 붙어 있으면서 많은 것을 배워 나간다. 그런데 그들에게서 배운 게 일 20, 짝사랑 80 이라면?

### RUN 회사 사람들
- 허준석 : 방이훈 (40세, 남) 역 - #RUN 대표[11]

아무것도 하지 않아 별명이 미스터 낫띵, 아무것도 하지 않고 조직을 굴러가게 하는 것도 어떻게 보면 능력이다. 언제나 팀원들과의 소통에 목말라 있고 끼고 싶지만 팀원들이 잘 끼워주지 않는다. 하지만 그런 거로 속상해 할 사람이 아니다. 낙천적이고 유쾌하다.
연수와는 대학 선후배 관계로, 사람들이 알고 있는 것보다 어쩌면 더 연수와 특별한 사이일 지도.
- 박연우: 김명호 역 (28세, 남) - #기획팀 팀원[12]

방대표와 영혼의 듀오, 은근하게 멕이기를 잘 한다. 하지만 밉지가 않다. 능글맞게 익살스럽게 말하는 재주가 있다. 이훈을 잘 따돌리는 것처럼 보이지만 그래도 끝까지 남아 이훈과 잔을 부딪혀 주는 건 명호 뿐이다.
- 윤상정 : 지예인 (27세, 여) 역 - #기획팀 팀원

정보에 능하고 눈치가 빠르다, 특히 누구 누구 사이의 썸과 같은 정보에는 환장하며 달려든다. 일 안하고 뺀질거리는 것처럼 보이지만 능률이 최고. 맡은 바는 빠르게 끝내고 칼퇴한다.
- 차승엽 : 강지운 역 (26세, 남) - #기획팀 인턴

대학 졸업 후 첫 사회 생활, 전체적으로 회사에 크게 만족하며 다닌다. 연수에게서 배울 점이 가장 많다고 생각하며 진심으로 존경한다.

### 그 외 인물
- 박도욱 : 박치성 (33세, 남) 역 - #엔제이 매니저[13]

엔제이 곁에서 묵묵히 제 할일 하는 매니저, 예전과 달리 큰 흔들림을 겪고 있는 듯한 엔제이에게 도움이 되고는 싶지만 적극적으로 개입 하진 못하고 있다. 하지만 엔제이가 무언가 결심을 한다면, 그 땐 무조건적인 지지를 할 생각이다.
- 안수빈 : 안미연 역 (31세, 여) - #엔제이 스타일리스트

친구가 없는 엔제이에게 그나마 친구라고 할 수 있을 만한 여자 사람 지인, 사적인 이야기도 많이 들어주고 고민도 나누지만, 진짜 친구가 될 만큼 깊이 있게 다가가지는 못한다. 엔제이에게 안쓰러운 마음이 들지만 어쩔 수 없는 방관자 입장.
- 박미현 : 정경희 역
- 곽동연 : 누아 역
- 이준혁 : 장도율 역
- 이선희 : 이민경 역

## 제작
본 드라마는 자체적으로 완성도에 기대가 높아 SBS와 KBS 등 각 방송사의 월화드라마 시청률과 화제성을 선점하기 위해 SBS가 야심차게 기획한 사전 제작 드라마이므로, 해외 판권 독점 계약을 위한 사전 심의 기간을 염두에 두고, 2021년 12월 6일부터 방영을 개시하였다.
2018년 영화 마녀에 출연했던 최우식과 김다미가 다시 같이 출연하게 되었다.

### 캐스팅
2021년 3월 최우식과 김다미의 출연이 확정되었고, 7월 8일까지 모든 캐스팅이 완료되었다.

### 촬영
촬영은 2021년 7월 초반에 시작하였고, 수원화성 근처와 전주한옥마을 등에서 촬영되었다.

## 공개
본 작품이 넷플릭스와 웨이브 등의 플랫폼에도 스트리밍이 되었고, 일본 등 동아시아 국가를 비롯한 전 세계 40여개 국에서 동시 방영한 바 있다.

## 사운드트랙
- 1부
- 2부
- 3부
- 4부
- 5부
- 7부
- 8부
- 9부
- 10부
- 11부

## 시청률
최저 시청률과 최고 시청률은 시청률 조사회사와 지역별로 시청률에 차이가 있을 수 있습니다.
| 2021년 | 2021년    | 2021년          | 2021년        | 2021년 | 2021년 |
| 회차   | 방송일    | AGB 시청률      | AGB 시청률    |        |        |
| 회차   | 방송일    | 대한민국 (전국) | 서울 (수도권) |        |        |
| ------ | --------- | --------------- | ------------- | ------ | ------ |
| 제1회  | 12월 6일  | 3.2%            | 3.4%          |        |        |
| 제2회  | 12월 7일  | 2.6%            | 2.9%          |        |        |
| 제3회  | 12월 13일 | 3.1%            | 3.8%          |        |        |
| 제4회  | 12월 14일 | 3.3%            | 3.6%          |        |        |
| 제5회  | 12월 20일 | 3.7%            | 4.3%          |        |        |
| 제6회  | 12월 21일 | 4.0%            | 4.4%          |        |        |
| 제7회  | 12월 27일 | 3.7%            | 4.0%          |        |        |
| 제8회  | 12월 28일 | 4.3%            | 4.6%          |        |        |
| 2022년 |           |                 |               |        |        |
| 제9회  | 1월 3일   | 3.6%            | 3.8%          |        |        |
| 제10회 | 1월 4일   | 4.3%            | 4.2%          |        |        |
| 제11회 | 1월 10일  | 4.2%            | 4.6%          |        |        |
| 제12회 | 1월 11일  | 5.2%            | 5.5%          |        |        |
| 제13회 | 1월 17일  | 4.0%            | 4.9%          |        |        |
| 제14회 | 1월 18일  | 4.1%            | 4.6%          |        |        |
| 제15회 | 1월 24일  | 4.2%            | 4.9%          |        |        |
| 제16회 | 1월 25일  | 5.3%            | 5.9%          |        |        |

## 수상 및 후보
| 시상식                    | 년도 | 부문                                | 지명            | 결과 | 출처   |
| ------------------------- | ---- | ----------------------------------- | --------------- | ---- | ------ |
| SBS 연기대상              | 2021 | 디렉터스 어워즈 상                  | 최우식          | 수상 | [ 21 ] |
| SBS 연기대상              | 2021 | 디렉터스 어워즈 상                  | 김다미          | 수상 | [ 21 ] |
| SBS 연기대상              | 2021 | 로맨스/코미디부문 남자 최우수연기상 | 최우식          | 후보 | [ 22 ] |
| SBS 연기대상              | 2021 | 로맨스/코미디부문 여자 최우수연기상 | 김다미          | 후보 | [ 22 ] |
| SBS 연기대상              | 2021 | 베스트커플상                        | 최우식 & 김다미 | 후보 | [ 23 ] |
| SBS 연기대상              | 2021 | 여자 신인연기상                     | 노정의          | 수상 | [ 24 ] |
| SBS 연기대상              | 2021 | 로맨스/코미디부문 남자 우수연기상   | 김성철          | 후보 | [ 25 ] |
| SBS 연기대상              | 2021 | 로맨스/코미디부문 여자 우수연기상   | 박진주          | 후보 | [ 25 ] |
| SBS 연기대상              | 2021 | 로맨스/코미디부문 여자 조연상       | 차미경          | 후보 |        |
| 제17회 서울 드라마 어워즈 | 2022 | 서울산업진흥원상                    | 그 해 우리는    | 수상 |        |
| 제58회 백상예술대상       | 2022 | TV부문 극본상                       | 이나은          | 후보 |        |

## 같이 보기
- 대한민국의 텔레비전 드라마 목록 (ㄱ)
- 2021년 대한민국의 텔레비전 드라마 목록